# 1997 XO11
1997 XO11 är en asteroid i huvudbältet som upptäcktes den 15 december 1997 av Beijing Schmidt CCD Asteroid Program vid Xinglong-observatoriet.
Asteroiden har en diameter på ungefär 3 kilometer och den tillhör asteroidgruppen Vesta.